# 赫雷斯-德拉弗龙特拉城墙

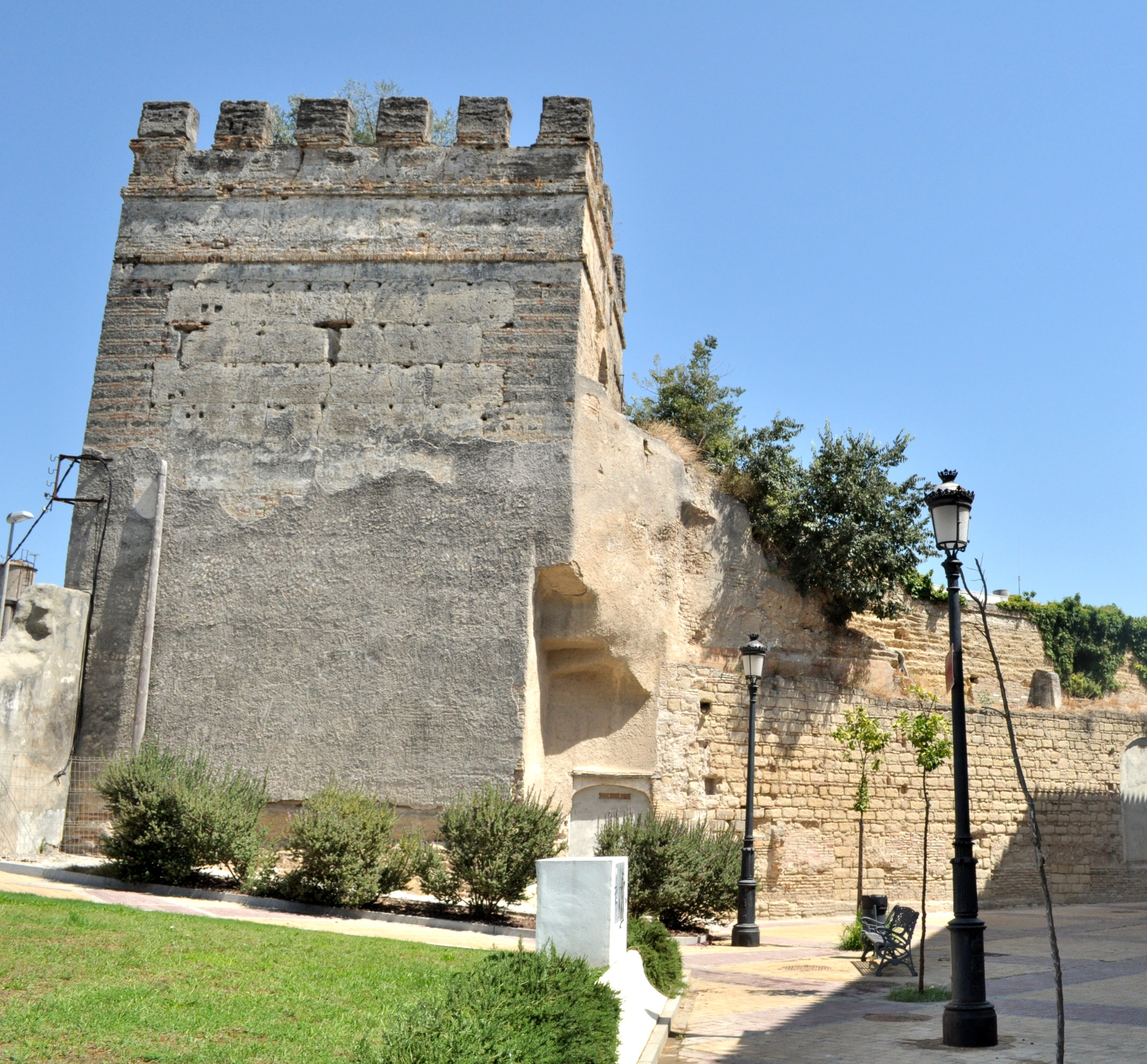

赫雷斯-德拉弗龙特拉城墙（西班牙語：Murallas de Jerez de la Frontera）是西班牙安达卢西亚自治区的一处历史建筑，位于赫雷斯-德拉弗龙特拉市老城区，1931年公布为西班牙文化财产
- 塞维利亚门（Puerta de Sevilla）：朝向塞维利亚，建于阿方索十世收复城市时。[3]
- 罗塔门（Puerta de Rota）
- 圣雅各伯门（Puerta de Santiago）
- 阿罗约门（Puerta del Arroyo）

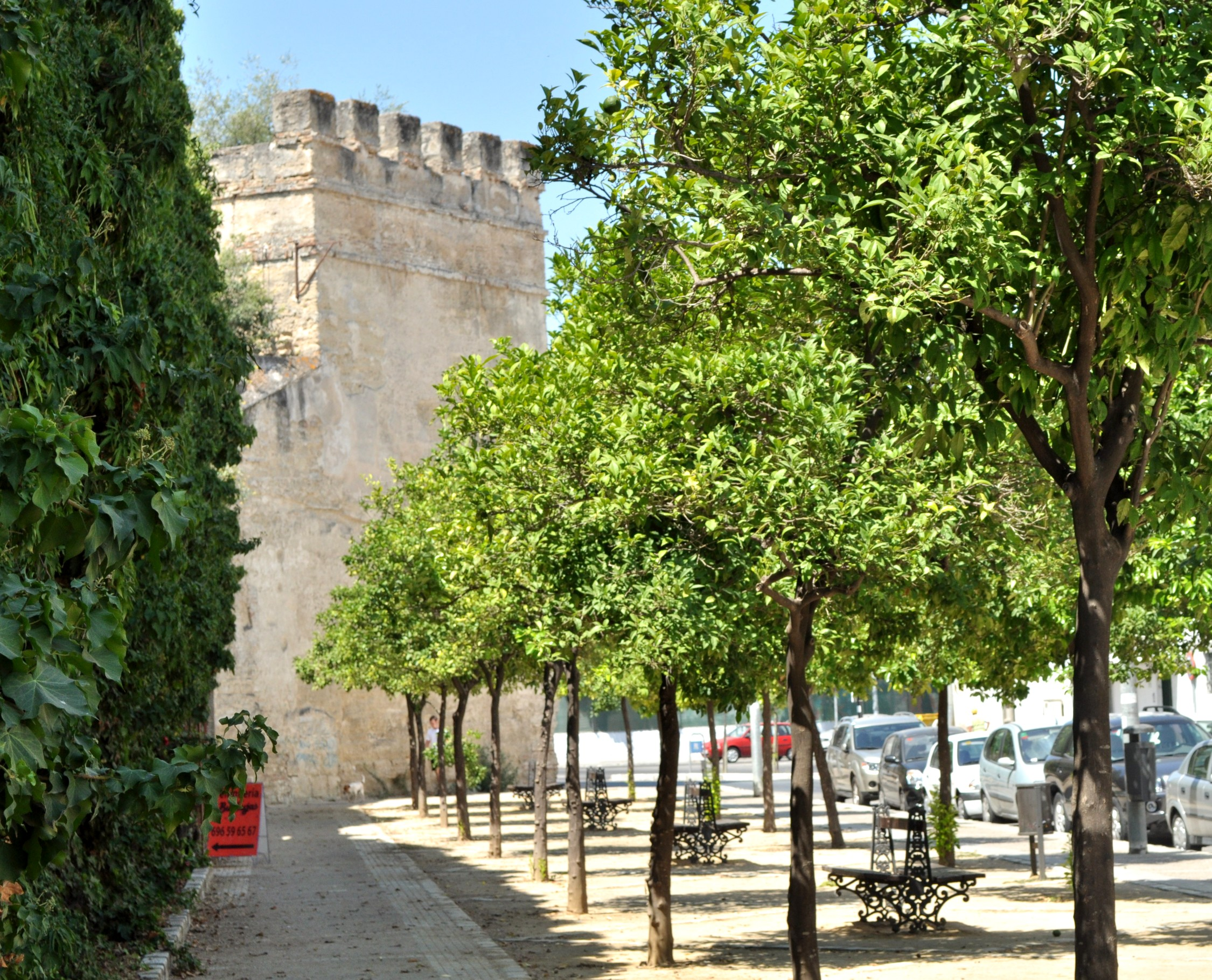
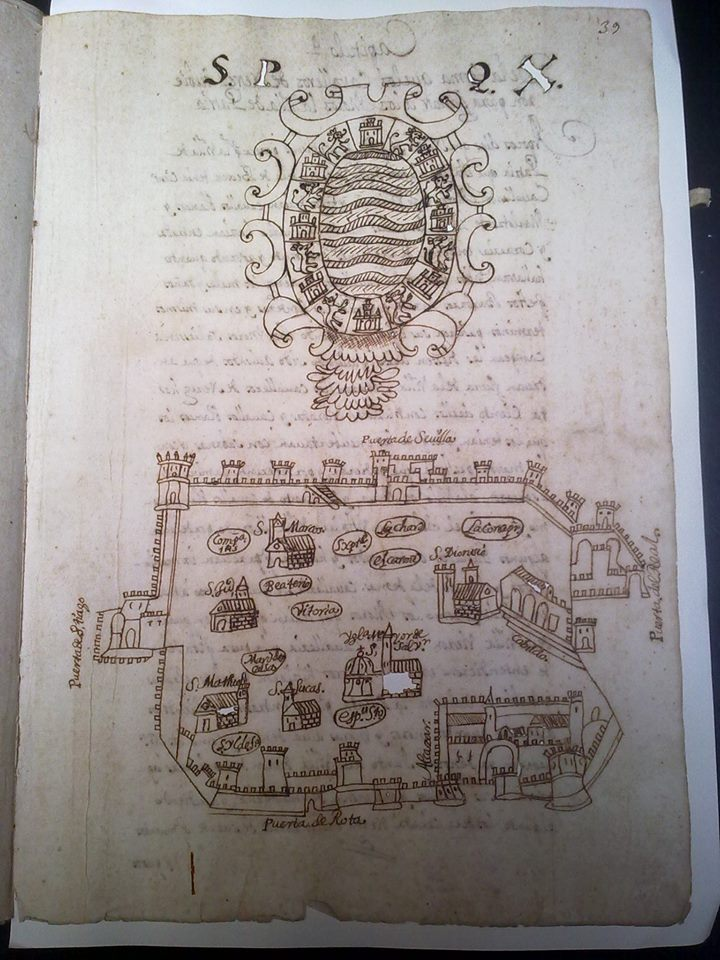
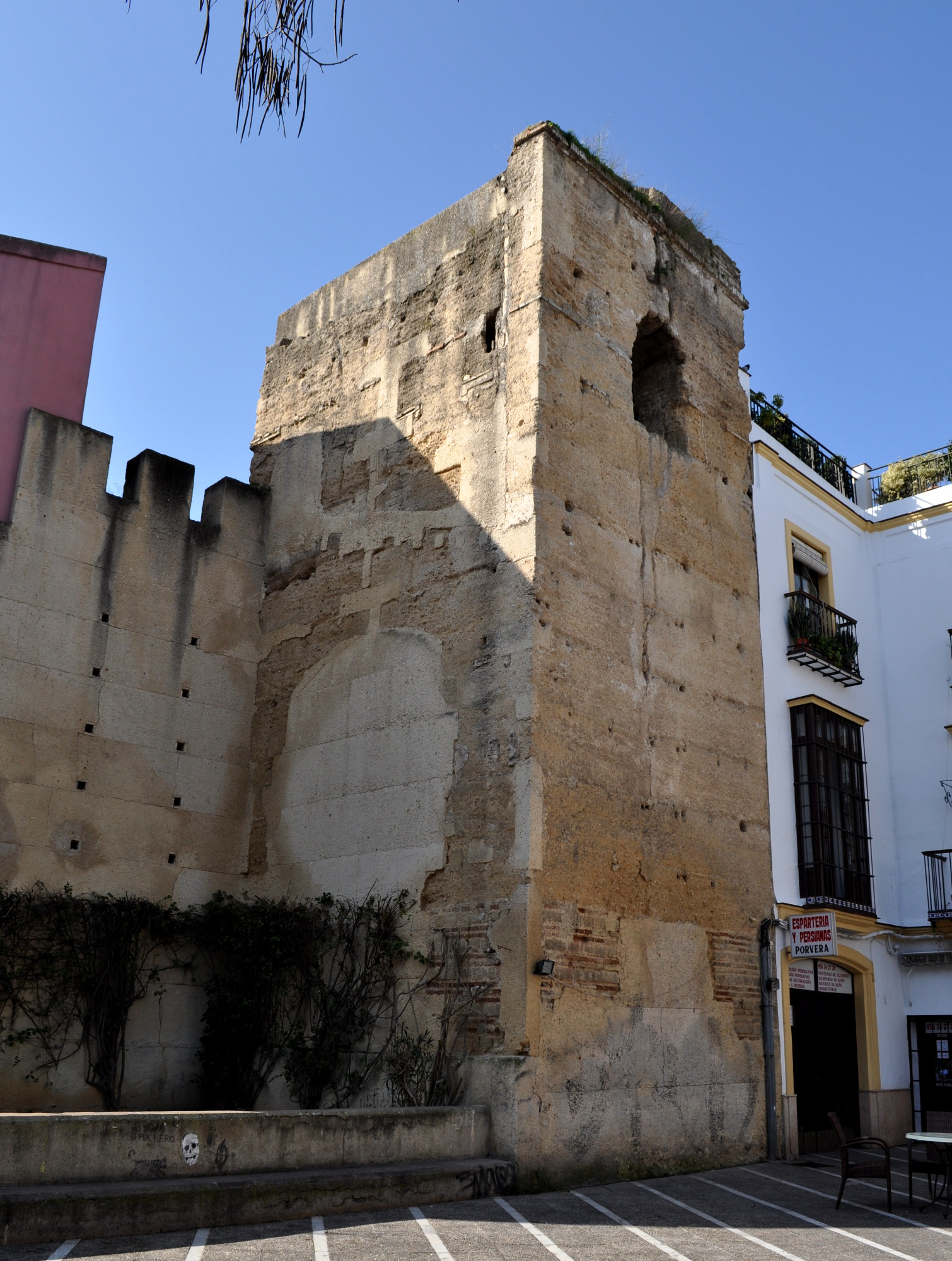
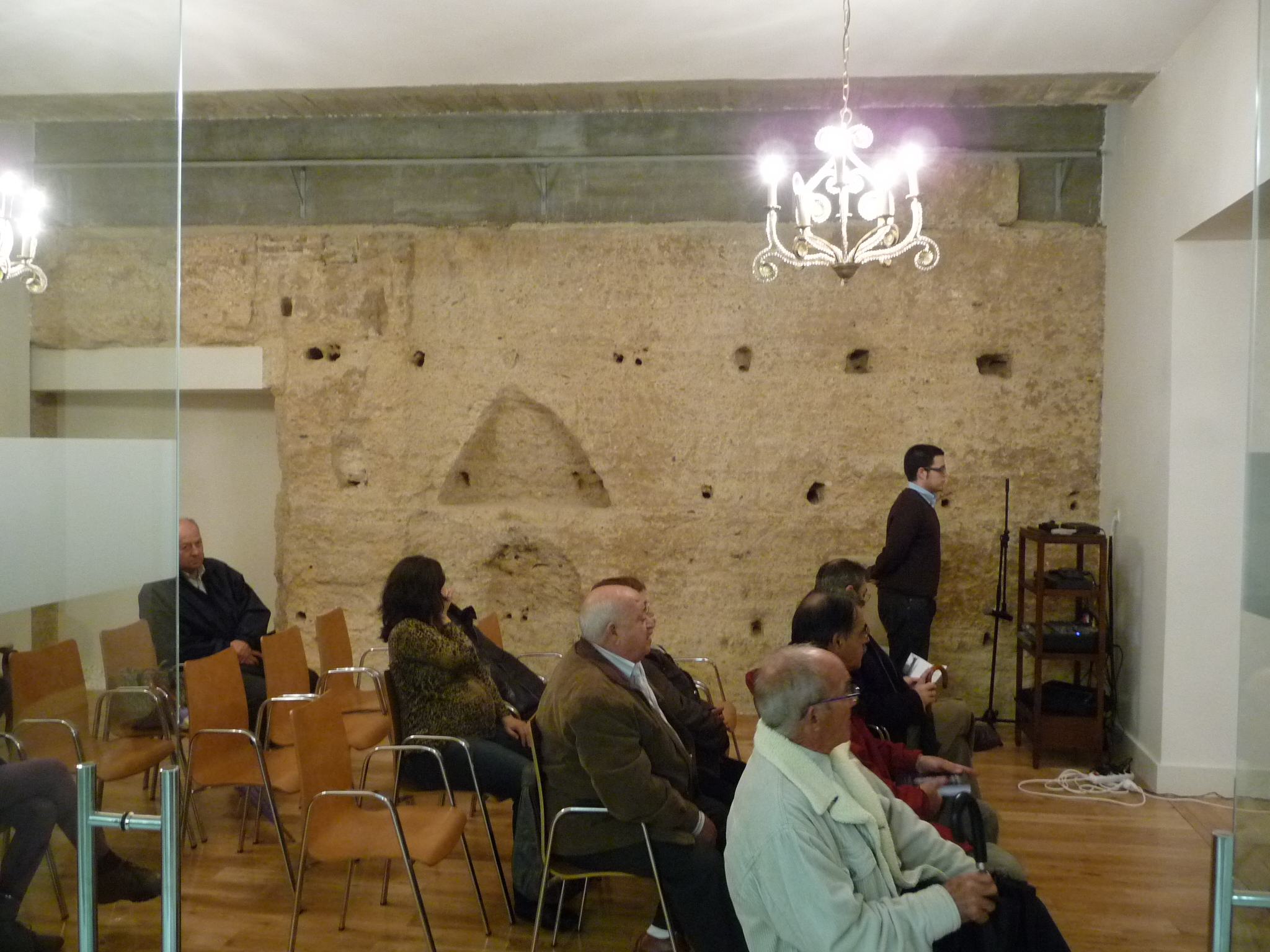
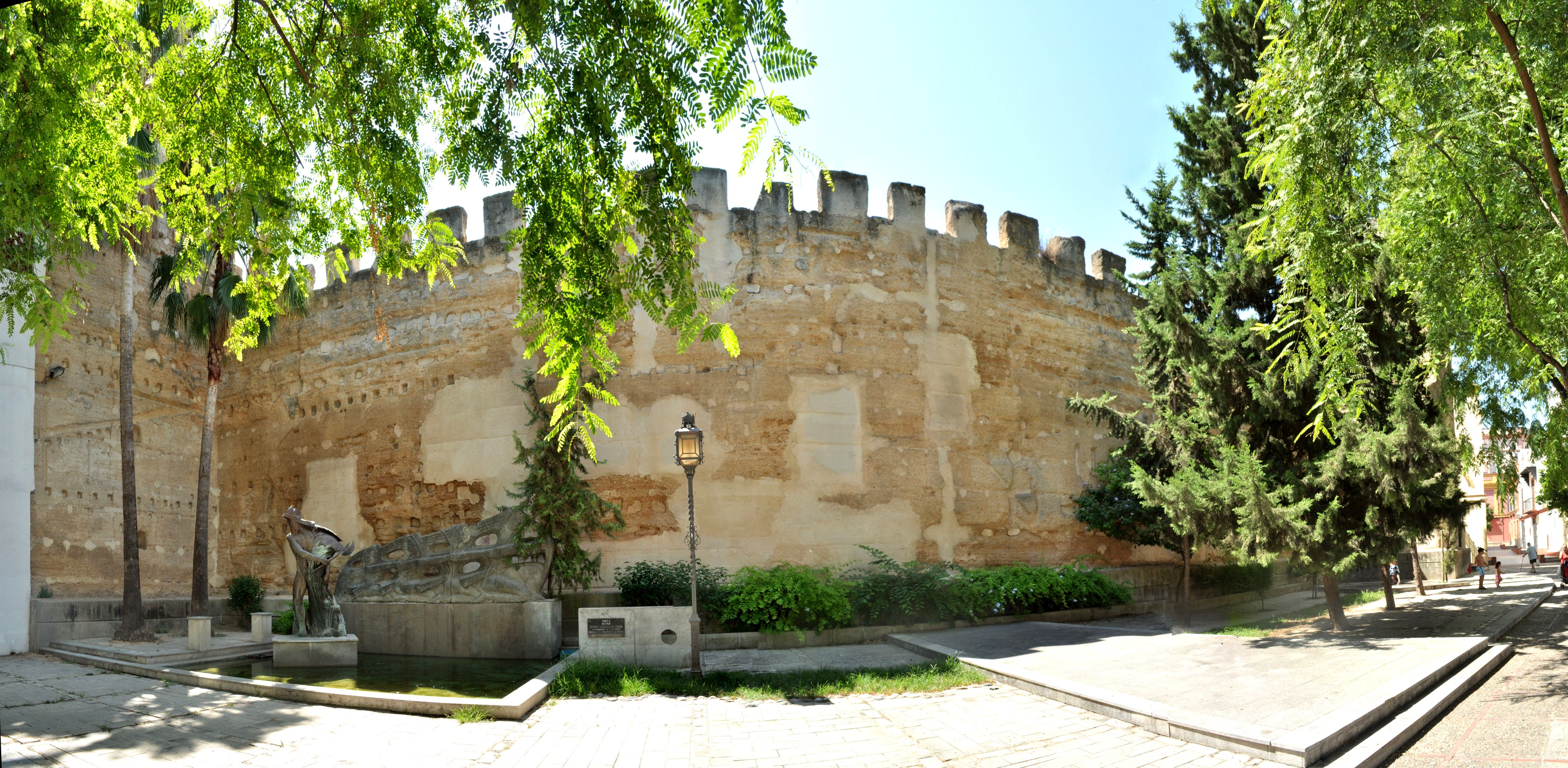
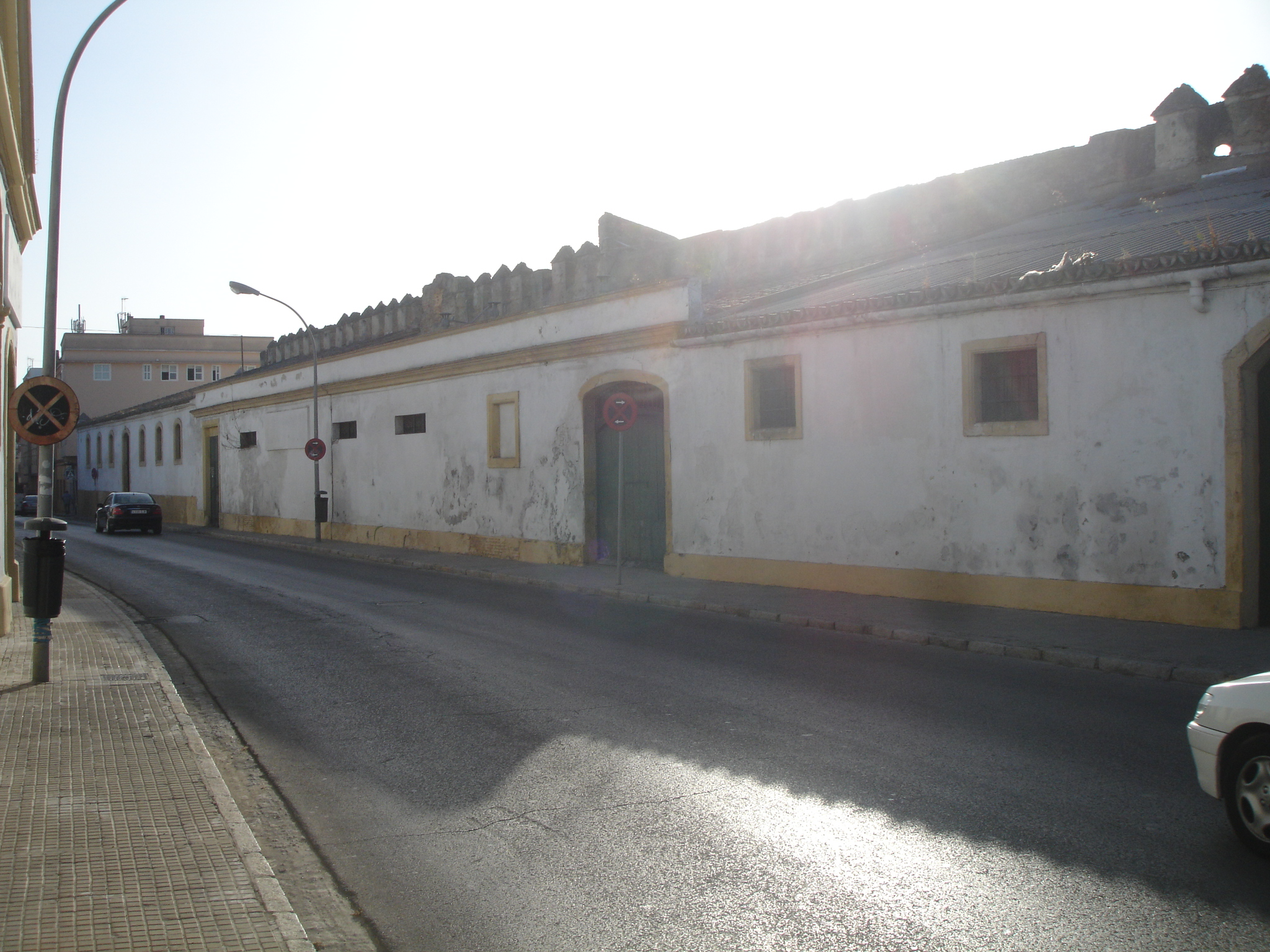
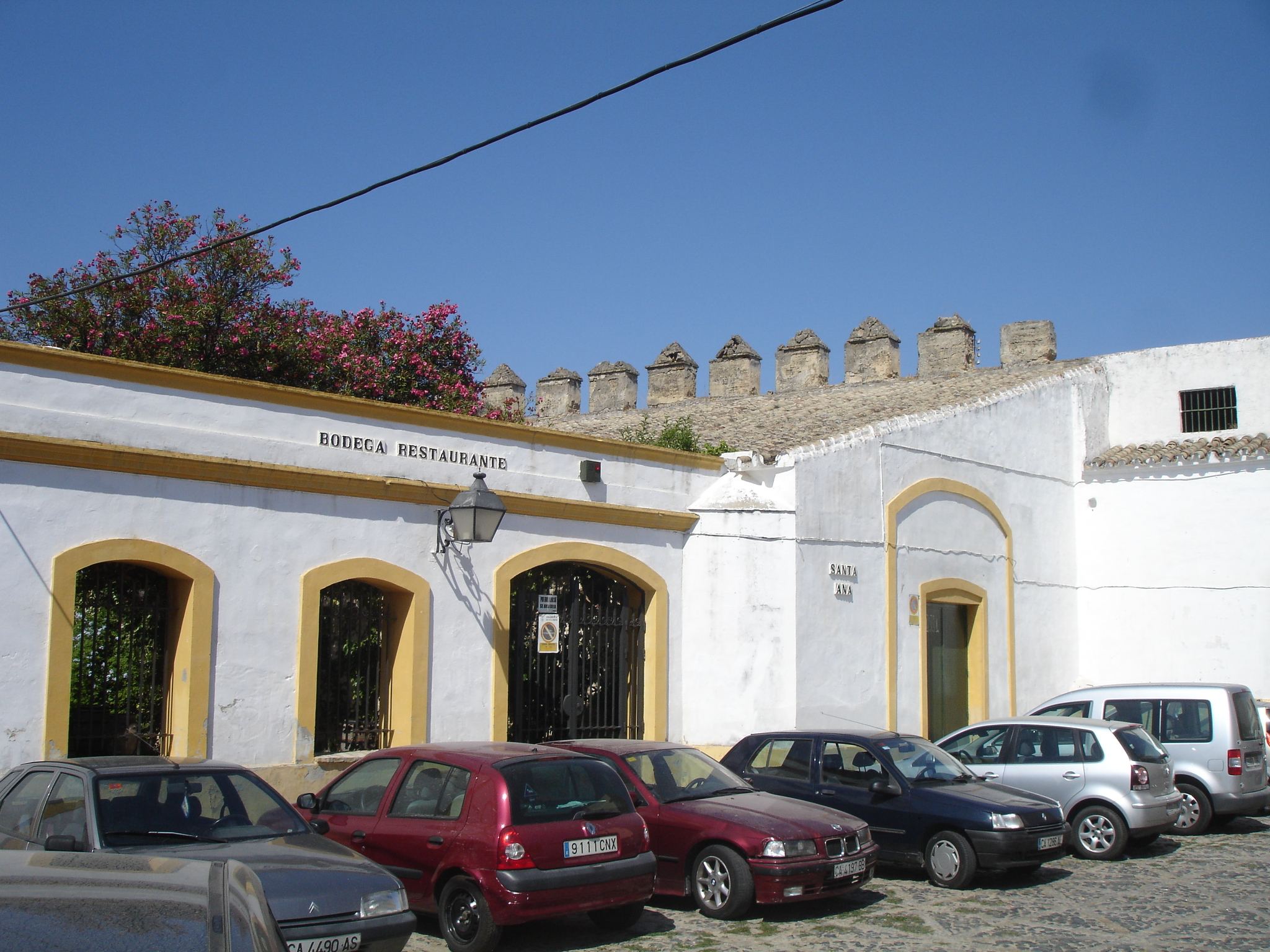
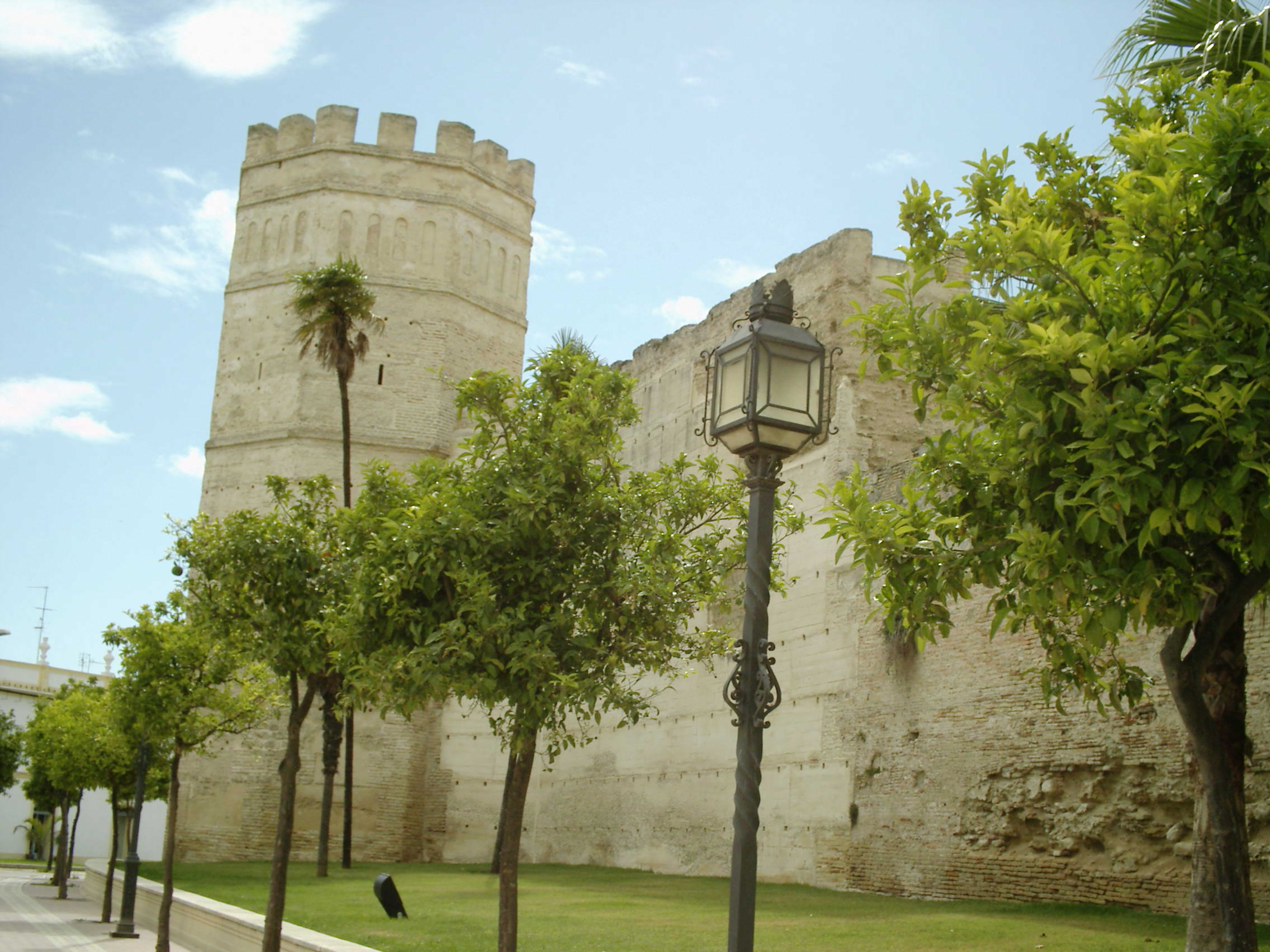
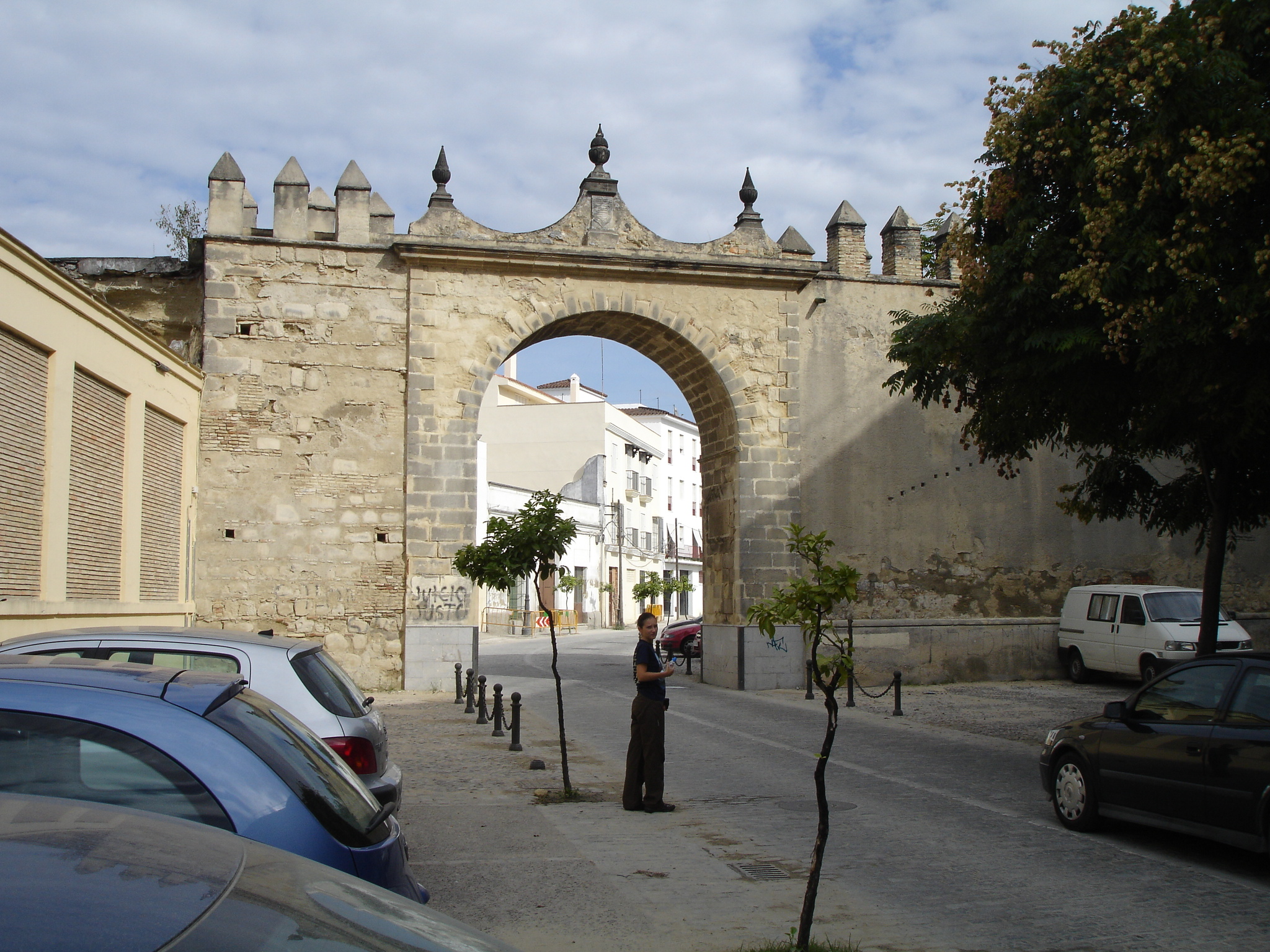
阿罗约门
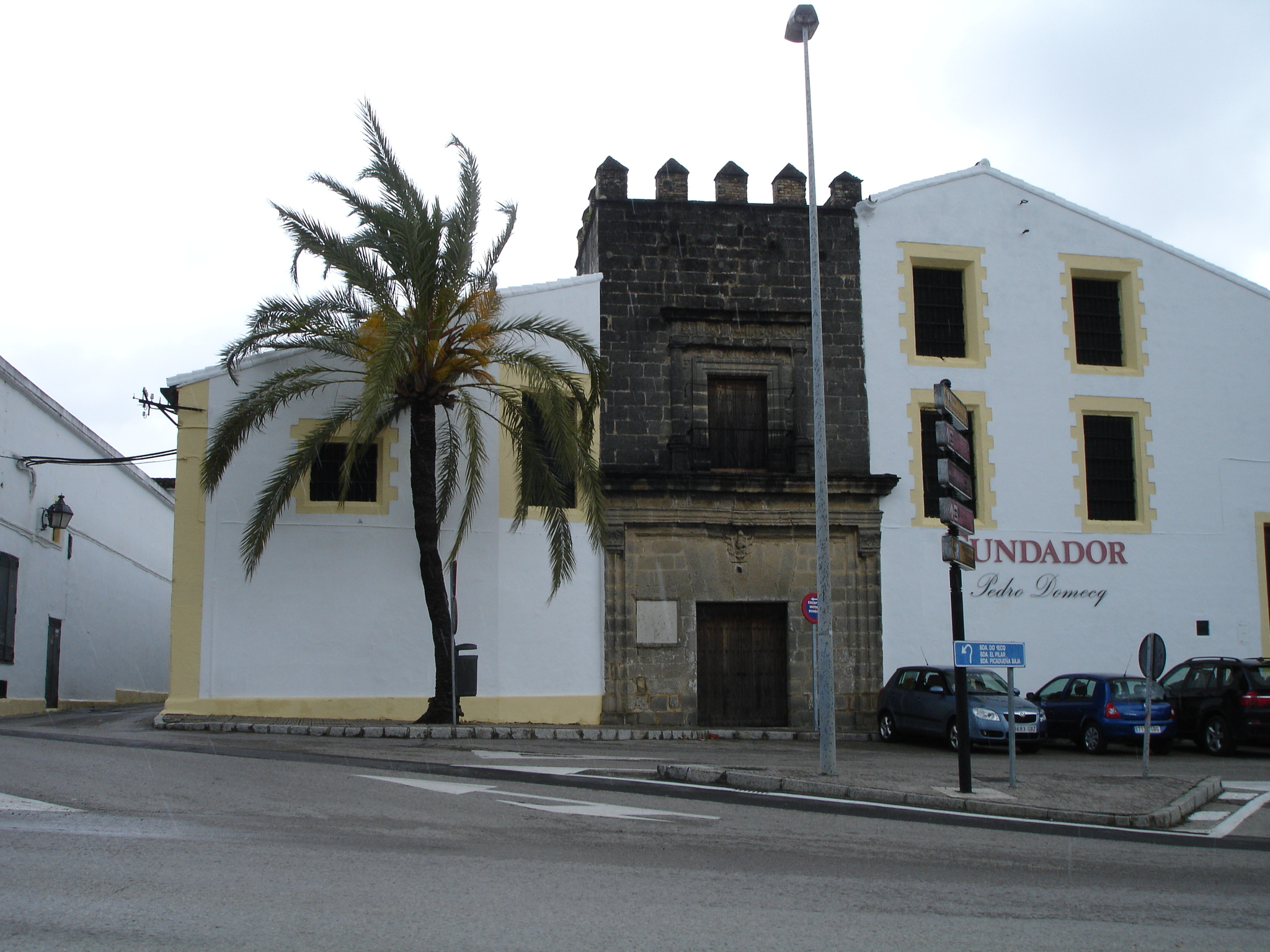